# Flächenenteisung

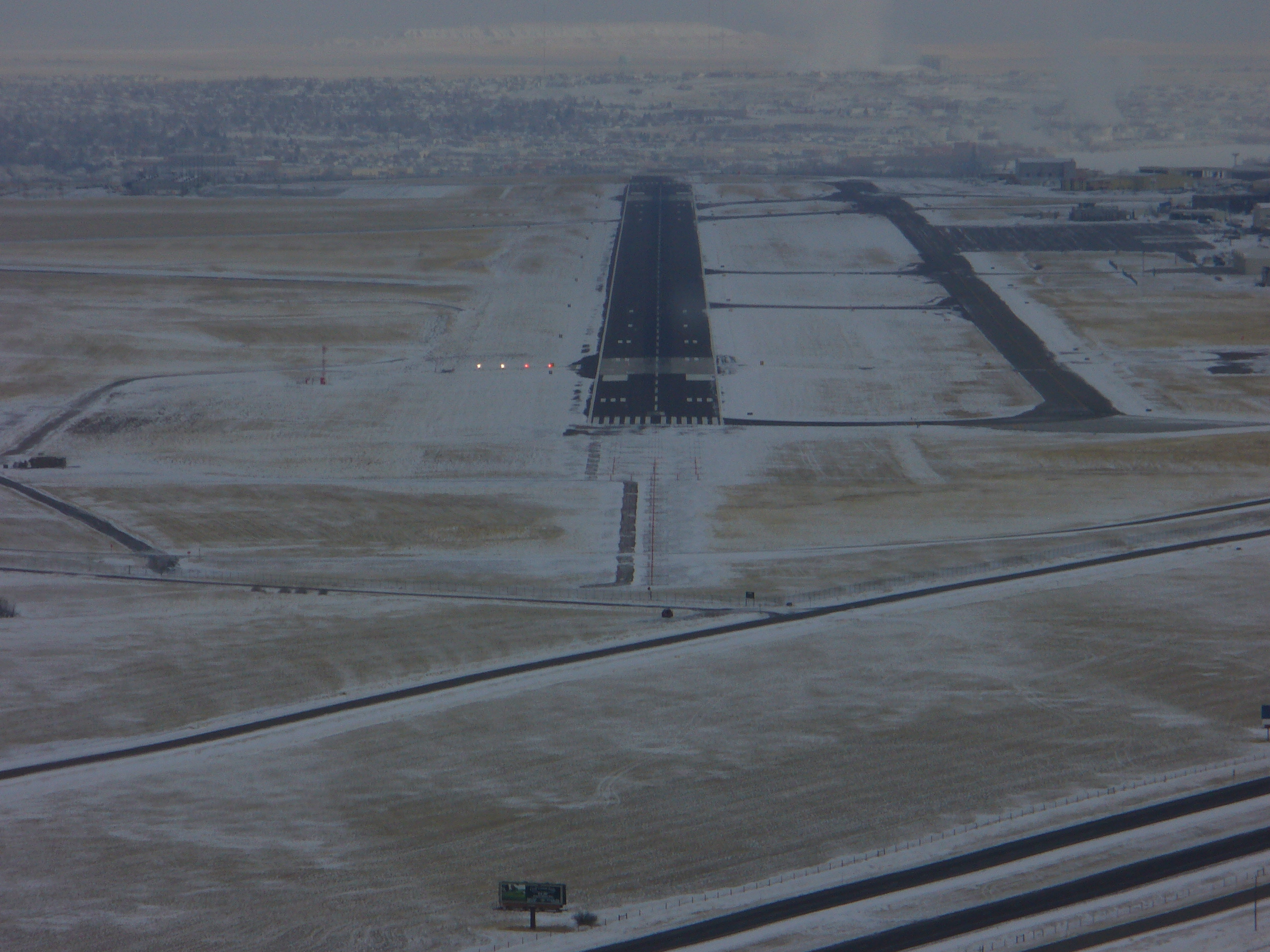
Anflug auf die geräumte Runway des Flughafens von Great Falls (Montana), 2008

Für die Flächenenteisung auf Flughäfen sind spezielle Produkte erhältlich. Diese Bewegungsflächenenteiser für die Start- und Landebahnen sowie für weitere Flächen auf Flughäfen, wie z. B. Rollbahnen und Vorfelder, sind Lösungen oder Granulate auf der Basis von Glycol, Harnstoff, Acetat oder Formiat.

## Bedeutung der Räumung und Enteisung von Start- und Landebahnen

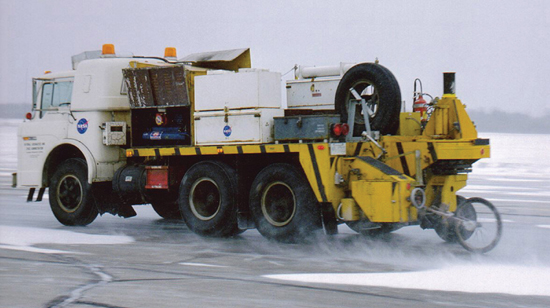
Testfahrzeug zur Bestimmung der Oberflächenreibung auf der Langley Air Force Base

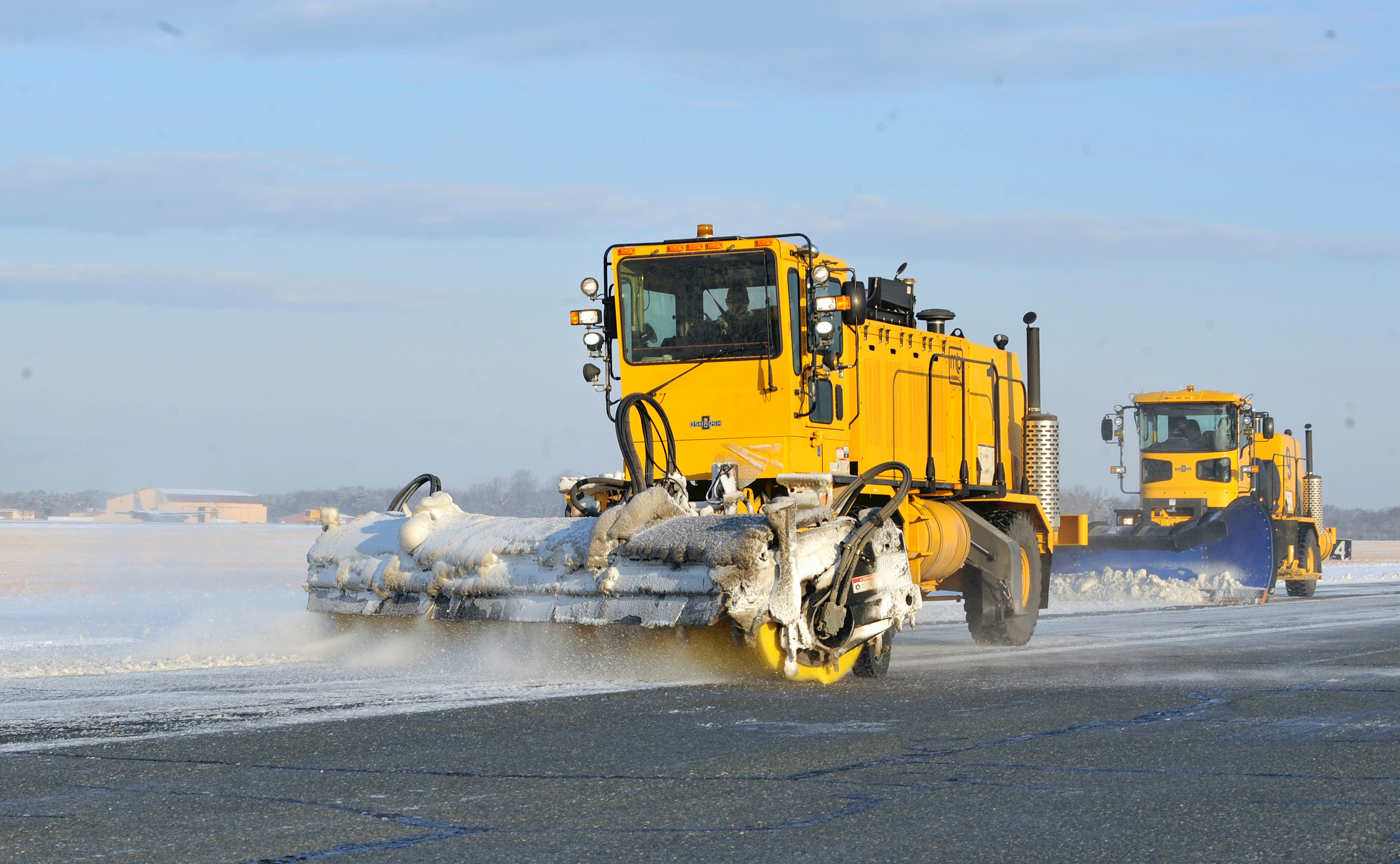
Schneeräumung auf der Andrews Air Force Base

Auf Start- und Landebahnen dürfen sich keine Gegenstände befinden, die von den Triebwerken angesaugt werden und diese beschädigen könnten.
Darüber hinaus müssen die Bahnen ebenso wie Straßen auch im Winter in einem Zustand gehalten werden, der eine ausreichende Reibung zwischen den Reifen des Fahrwerks und der Bahnoberfläche gewährleistet. Ablagerungen auf dem Boden, wie etwa Schneematsch führen nicht nur zu einer Verminderung der Bodenreibung, sondern erhöhen auch den Rollwiderstand der Flugzeugräder. Diese Faktoren beeinflussen die Steuerungs- und Bremsfähigkeit des rollenden Flugzeuges und die Parameter für Start und Landung. Es ist in diesem Zusammenhang bereits zu schweren Unfällen gekommen, beispielsweise der British-European-Airways-Flug 609. Auf einem Flughafengelände hat die Räumung der Runways Vorrang vor der Räumung anderer Flächen. Dabei können angesichts der großen Flächen, die zu bearbeiten sind, erhebliche Mengen an Abraum, beispielsweise Schnee, anfallen. Auch neben den Bahnen darf nur eine gewisse Höhe an Schnee erreicht werden, um Unfälle zu vermeiden, die durch Berührung mit den Tragflächen zustande kommen könnten (vgl. Ringelpiez). Chemikalien zur Enteisung der Bodenfläche müssen auf ihre Toxizität, Umweltverträglichkeit und mögliche Wechselwirkungen mit dem Bodenbelag oder der Flugzeughülle geprüft werden. Ihr Entweichen in natürliche Gewässer in der Umgebung des Flughafens kann zusätzliche Maßnahmen zur Abwasserklärung erforderlich machen.
Die Vereisung von Start- und Landebahnen kann zu Flugunfällen führen und durch vorsorgliche Stilllegung erhebliche Konsequenzen für den jeweiligen Flughafen und den internationalen Flugverkehr haben. Die Bevorratung und Verteilung von Bewegungsflächenenteiser stellt eine logistische Herausforderung dar.

## Funktionsweise
Enteisungsmittel werden in ähnlichem Zusammenhang auch verwendet, um die Oberflächen der Flugzeuge selbst zu enteisen. Dabei stehen jedoch die Flugeigenschaften der Maschine im Vordergrund.
Die Substanzen schmelzen Eis, indem sie den Gefrierpunkt ihrer Mischung mit Wasser senken. (Gefrierpunktserniedrigung) Je nach Konzentration kann der Gefrierpunkt dabei auf bis zu −60 °C gesenkt werden. Die Flüssigkeit auf dem Boden gefriert erst wieder, wenn die Konzentration der Chemikalie durch Abfluss und neuen Niederschlag soweit gefallen ist, dass der Gefrierpunkt der aktuellen Mischung über die aktuelle Temperatur des Bodens gestiegen ist.
Um Enteisungsmittel zu sparen, wurde eine Beschichtung, die das Mittel als Depot binden soll, entwickelt und im Auftrag der amerikanischen Bundesluftfahrtbehörde (FAA) getestet. Es ließ sich kein Vorteil feststellen.

## Standards
Die Society of Automotive Engineers (SAE) formuliert Standards für die Enteisung von Rollwegen und Runways. Einschlägig sind hier AMS 1431 C, AMS 1435 A und B, sowie AMS 1426 C.

## Produkte und Hersteller
Beispiele für angebotene Produkte sind Clearway, eine Gruppe von biologisch abbaubaren flüssigen und festen organischen Salzen auf Acetat- und Formiat-Basis, Safeway KA auf der Basis von Kaliumacetat, GEN3 Runway Deicer aus Acetaten und Polyolen. oder Cryotech E36, ebenfalls Kaliumacetat.